# Simfonia núm. 2 (Tubin)
La Simfonia núm. 2 en si menor, Legendaarne ('Llegendària'), va ser composta per Eduard Tubin el 1937 i va ser estrenada el 24 de juny de 1938 a Tallinn per l'Orquestra Simfònica de Radiodifusió sota la direcció d'Olav Roots. Té una durada aproximada de 31 minuts. Es considera la primera simfonia realment moderna de la música estoniana.

## Moviments
- Legendaire. Molto allegro e agitato
- Sostenuto assai, grave e funebre
- Tempestoso, ma non troppo allegro (quasi toccata)

## Origen i context
Tubin va escriure la Segona Simfonia durant el final del breu període d'independència d'Estònia (1920-1939) entre la Primera i la Segona Guerra Mundial. En l'aspecte cultural, va ser un període de forta activitat i existia un especial interès en la rica cultura nacional tradicional d'Estònia.
L'estiu del 1937, Tubin el va passar a Toila, a la costa del nord-est d'Estònia. Aquí va començar a treballar en la simfonia "Legendària", que va completar a Tartu el 17 de novembre del mateix any. És l'única obra de Tubin a la qual ell mateix va afegir un títol programàtic. Molt s'ha especulat sobre el significat d'aquest. El mateix Tubin va ser contradictori perquè en una entrevista va afirmar que la simfonia tractava de "llegendes heroiques", però en una carta a la seva futura esposa, Erika Saarik, va dir que el van inspirar el mar i les onades que veia des dels penya-segats de Toila.

## Representacions
L'estrena va tenir lloc durant el festival nacional de cançons del 1938, amb Olav Roots dirigint. La crítica no va ser benevolent. Teodor Lemba va escriure que la simfonia «pateix d'una excessiva compacitat o densitat de so, juntament amb una tendència a utilitzar massa dissonàncies». En tot cas, la Segona Simfonia va ser interpretada a Estònia gairebé cada any fins al 1944, la qual cosa es pot considerar un èxit notori per a un jove compositor. El 1984, es va interpretar per primera vegada a Suècia, el país on va acabar residint Tubin, més d'un any després de la mort del compositor.

## Instrumentació
La Simfonia núm. 2 està escrita per a una orquestra gran estàndard, sense instruments doblats, concretament: 	3 flautes, 3 oboès, 2 clarinets, 2 fagots - 4 trompes, 3 trompetes, 3 trombons, 1 tuba, percussió, arpa, piano i cordes.